# 1,3-ジメトキシベンゼン
1,3-ジメトキシベンゼン（英語: 1,3-dimethoxybenzene）は、化学式が C6H4(OCH3)2 で表される有機化合物である。ジメトキシベンゼンの3種ある異性体の1つ。

## 用途
新規のオキサチアンスピロケタール供与体の合成に使われる。

## 関連化合物
- 1,2-ジメトキシベンゼン
- 1,4-ジメトキシベンゼン
- メチルイソオイゲノール